# Eolagurus
Genre
Eolagurus est un genre de rongeurs de la famille des cricétidés. Les deux espèces de ce genre vivent en Asie.

## Liste des espèces
Selon Mammal Species of the World (version 3, 2005)  (12 mars 2016) et ITIS (12 mars 2016) :
- Eolagurus luteus (Eversmann, 1840)
- Eolagurus przewalskii (Büchner, 1889)